# Jens Esmark

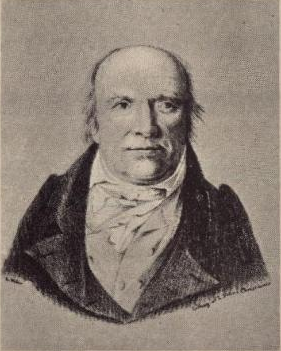
Jens Esmark

Jens Esmark (*  31. Januar 1763 in Houlbjerg, Langå Kommune; † 26. Januar 1839 in Oslo) war ein dänischer Geologe und Mineraloge.

## Leben
Esmark studierte ab 1784 Medizin und Naturwissenschaften (und anfangs Theologie, da er wie sein Vater Geistlicher werden sollte) in Kopenhagen und arbeitete dann dort einige Zeit in einem Hospital. Auf Empfehlung des Naturforschers Morten Thrane Brünnich kam er auf die Bergakademie Kongsberg und absolvierte nach dem Abschluss auch ein juristisches und geometrisches Examen in Kopenhagen (notwendig für die Zulassung als Landvermesser). Danach reiste er zur Weiterbildung an die Bergakademie Freiberg, wo er 1791/92 einer der zahlreichen Geologen-Schüler von Abraham Gottlob Werner wurde, studierte an der Bergakademie Schemnitz Mineralchemie und unternahm eine Studienreise durch Sachsen, Polen, Schlesien, Böhmen und Ungarn (Siebenbürgen). Nach der Rückkehr wurde er 1797 Oberbergamts-Assessor in Kongsberg und 1802 Lektor für Physik, Chemie und Mineralogie an der dortigen Bergakademie. 1814 wurde er Mineralogie-Professor in Oslo.
Er war ein Pionier der Gletscherforschung und nahm 1824 an, dass früher Gletscher einen Großteil Norwegens und des angrenzenden Meeresgebiets bedeckt hatten. Die norwegischen Fjorde führte er auf Erosion durch Gletscher zurück und er hielt Moränen und Findlinge sowie die glattgehobelten Bergrücken in Norwegen für durch Gletscher verursacht. Zu ähnlichen Schlussfolgerungen kam in den 1830er Jahren in den Alpen Johann von Charpentier und vorher Ignaz Venetz. Zum Durchbruch verhalf der Eiszeittheorie Louis Agassiz.
Er schrieb Reisebeschreibungen mit Ausführungen zur Geologie sowohl von seiner Reise in Mitteleuropa (auf Wunsch von Werner in Deutsch 1798 in Freiberg veröffentlicht) als auch von Reisen im südlichen Norwegen (wobei er sich auch als früher Bergsteiger betätigte). Esmark benannte die Gesteinsarten Norit und Sparagmit. Er veröffentlichte auch über Themen aus Wirtschaft und Technologie in Norwegen.
1800 wurde er Mitglied der Dänischen Akademie der Wissenschaften und 1825 wurde er Mitglied der Königlich Schwedischen Akademie der Wissenschaften und 1832 Ritter des Vasa-Ordens.
Er heiratete eine Tochter von Morten Thrane Brünnich. Sein Sohn, der Pfarrer Morten Thrane Esmark (1801–1882) fand auf der Insel Løvøya als Erster Thorit. Er war der Bruder des Landvermessers Lauritz Esmarch (1765–1842).

## Trivia
Der Esmarkbreen auf der norwegischen Insel Spitzbergen ist nach Jens Esmark benannt. Gleiches gilt für den Esmarkbreen auf Südgeorgien.